# Гочашвілі Георгій Олександрович
Георгій Олександрович Гочашвілі (1904, місто Тифліс Тифліської губернії, тепер Тбілісі, Республіка Грузія — грудень 1988, місто Тбілісі, тепер Республіка Грузія) — радянський партійний діяч, 1-й секретар Південно-Осетинського обкому КП(б) Грузії, голова виконавчого комітету Тбіліської міської ради. Депутат Верховної Ради СРСР 1—2-го скликань. 

## Біографія
Народився в родині м'ясника за наймом. У 1916 році закінчив початкове міське училище, в 1919 році — три класи ремісничого училища в місті Тифлісі.
У серпні 1919 — березні 1921 року — чорнороб матеріального залізничного складу на станції Навтлуг Кахетинських залізниць Грузії.
У березні 1921 — травні 1929 року — чорнороб, агент-бригадир, старший артільник матеріального складу управління Закавказької залізниці в місті Тифлісі. У 1922 році вступив до комсомолу.
У 1924 році закінчив три курси центрального робітничого факультету, потім закінчив один рік курсів залізничних техніків у Тифлісі.
Член ВКП(б) з листопада 1927 року.
З травня 1929 по жовтень 1931 року — представник Закавказького крайового комітету ВЛКСМ, інструктор відділу Закавказької крайової Контрольної комісії ВКП(б) — Народного комісаріату робітничо-селянської інспекції Закавказької РФСР.
У жовтні 1931 — червні 1932 року — завідувач військового відділу Закавказького крайового комітету ВЛКСМ.
У липні 1932 — червні 1933 року — секретар ЦК ЛКСМ Грузії з військової роботи.
У червні 1933 — травні 1934 року — завідувач організаційно-інструкторського відділу, член Секретаріату Закавказького крайового комітету ВЛКСМ.
У травні 1934 — серпні 1935 року — помічник начальника політичного відділу Закавказької залізниці з комсомолу.
З вересня 1935 по серпень 1936 року — інструктор відділу культури і пропаганди Закавказького крайового комітету ВКП(б). 
З серпня 1936 по червень 1937 року — інструктор, заступник завідувача відділу керівних партійних органів ЦК КП (б) Грузії.
У червні — жовтні 1937 року — в.о. секретаря Центрального виконавчого комітету (ЦВК) Грузинської РСР.
У жовтні 1937 — лютому 1938 року — в.о. 1-го секретаря, 1-й секретар Південно-Осетинського обласного комітету КП(б) Грузії.
У лютому — листопаді 1938 року — 1-й секретар Горійського районного комітету КП(б) Грузії.
У листопаді 1938 — червні 1939 року — 1-й секретар Орджонікідзевського районного комітету КП(б) Грузії міста Тбілісі.
У червні 1939 — квітні 1941 року — 1-й секретар Сталінського районного комітету КП(б) Грузії міста Тбілісі.
У квітні 1941 — травні 1943 року — секретар Тбіліського міського комітету КП(б)Грузії із промисловості і транспорту.
11 травня 1943 — 15 січня 1949 року — голова виконавчого комітету Тбіліської міської ради депутатів трудящих.
13 січня 1949 — квітень 1953 року — міністр м'ясної і молочної промисловості Грузинської РСР.
15 квітня 1953 — грудень 1954 року — міністр соціального забезпечення Грузинської РСР.
У грудні 1954 — січні 1960 року — заступник міністра соціального забезпечення Грузинської РСР. З січня 1960 по лютий 1974 року — начальник Управління навчально-виробничих підприємств навчання і працевлаштування інвалідів Міністерства соціального забезпечення Грузинської РСР.
У лютому — березні 1974 року — головний інженер, з березня 1974 по грудень 1982 року — заступник голови президії товариства глухонімих Грузинської РСР. З грудня 1982 по лютий 1987 року — заступник голови президії товариства глухих Грузинської РСР.
З лютого 1987 року — на пенсії. Помер у Тбілісі в грудні 1988 року.

## Нагороди
- орден Леніна
- орден Трудового Червоного Прапора
- орден Вітчизняної війни І ст.
- орден Червоної Зірки
- медаль «За оборону Кавказу»
- медаль «За доблесну працю у Великій Вітчизняній війні 1941—1945 рр.»
- медалі